# 黎明のアルカナ
『黎明のアルカナ』（れいめいのアルカナ、DAWN of the ARCANA）は、藤間麗による日本のファンタジー漫画作品。『Cheese!』（小学館）にて2009年3月号から2013年8月号まで連載された。2013年8月時点で累計発行部数は200万部を突破している。
2020年現在、同世界を舞台とした『王の獣〜掩蔽のアルカナ〜』を同雑誌で連載している。

## あらすじ
小さな島の2つの国、北のセナンと南のベルクート。この200年、戦火が絶えたことはない。戦火が苛烈になる度に、二国の王族同士の婚姻で和平条約を結んできたが、平和が5年以上続いた例はなかった。
だが、この2国には、歪な共通点があり、黒髪を誇るわずかなものが王侯貴族として君臨し、赤や金・茶の髪をした者たちは平民。
半獣半人、獣の耳・尾をもつものたちが亜人とさげずまれて奴隷として働かされたり、人類よりも五感が優れているために兵として前線で働かされている。
そしてまた不毛な和平条約のために、赤髪をもつセナンの第一王女・ナカバがベルクートの第二王子・シーザの下へ嫁ぐことになった。しかし所詮は敵国同士の政略結婚の為（赤髪というのもあり）、ナカバはベルクートの王族に蔑まれる。そんな中でナカバの持つ不思議な力（刻のアルカナ）が目覚め始め、またナカバとシーザは互いに惹かれ始める。

## 登場人物
声はボイスドラマの担当声優。

### 主要人物
ナカバ
声 - 斎藤千和
本作品の主人公。セナンの第一王女。16歳。気が強く、素直な性格。
セナンの王女・ステーシャと、「刻のアルカナ」の力を持つ一族の赤毛の男との間に産まれた。
幼い頃に受けたベルクート軍の襲撃により、一族の村は壊滅。過去・現在・未来を見通す「刻のアルカナ」の能力を受け継いだ唯一の人物となる。その後、共に襲撃から逃げ延びた従者のロキと、セナンの城にて匿われはしたが、父譲りの赤い髪により王族の証である黒髪を持たない為、幽閉同然の扱いを受けてきた。戦火を増すセナンとベルクートの和平条約の為に人質同然にベルクートに嫁ぐ。戦いも人種差別もない平和な国になることを願っている。
血などの赤い色を見ることで触発され「刻のアルカナ」の力が発動し、瞳が緑色から赤色に変わる。
シーザ
声 - 鈴村健一
ベルクートの第二王子。19歳。黒髪を持つ。母親は王妃。強引で我儘な面がある。カインとは腹違いの兄弟。結婚して間もないころはナカバを蔑んでいたが、次第に彼女に惹かれていく。王位には興味がなかったが、ナカバを幸せにする為に王になる事を決意する。
ロキ
ナカバの従者。27歳。ナカバが幼い頃から仕えてきた。一見犬に見える、狼の耳と尾を持つ亜人で五感に優れている。ナカバの両親ら一族を殺したグラン国王と王家を憎んでおり、セナン、ベルクート両国の亜人を掌握、決起させようと画策している。後にシーザから任命され、彼の軍の騎士になる。

### ベルクート王室とその関係者
グラン
ベルクートの国王。「アルカナ」の力を恐れ、その能力を持つ一族を根絶した。
カイン
ベルクートの第一王子。27歳。シーザの腹違いの兄。母親譲りの金髪の持ち主で、幼い頃から髪の色が原因で悔しい思いをしてきたため、心の底ではシーザを憎んでいた。
ルイス
シーザの元恋人でカインの婚約者。父親は軍を率いる将軍。シーザに好意を抱いているが、シーザはナカバと婚姻した為、必然的にカインとの婚姻が決まった。その為ナカバを憎んでおり、ナカバの髪色等を蔑んでいた。
ベリナス
シーザの幼い頃からの従者。軍師を兼任する。細目が特徴で常に沈着冷静。
レミリア
ベリナスの妹。17歳。茶髪。活発で奔放な性格。「読心のアルカナ」の持ち主。
ロゼンタ
ベルクートの王妃。シーザの母親。黒髪。赤毛であるナカバを快く思っていない。
サラ
グラン国王の側室。故人。カインの母親。金髪。
元は正妃であったが、死後、王族の証である黒髪を持つシーザの誕生を機に、平民出身の王妃がいたという過去を隠すために側室の地位へ下げられた。

### セナン王室とその関係者
アデル
セナンの第一王子。次期セナン国王。ナカバの従兄で黒髪を持つ。幼い頃からナカバの赤毛を見下し、からかって泣かしていたりした。
ステーシャ
セナン国王の娘。ナカバの母親。黒髪の美人。ナカバの父と駆け落ちし、ナカバをもうける。ベルクート軍に（夫の一族の）村が責められた際、ナカバとロキを庇ってベルクート軍に殺された。

### リトアネル王室とその関係者
アーキル　
リトアネルの王子だが、第5王子の為王位継承権はない。25歳。博識でマイペースな性格だが、大の女嫌い。
ベルクートの肥沃な土地を調べる為に学者として訪れたことがある。その際、ナカバが「刻のアルカナ」の能力者だと気付き、ナカバ達をリトアネルに招待し国の未来を視てほしいと持ちかける。
アズハル
リトアネルの第2王子。
バタル
リトアネルの第1王子。狡猾で冷酷な人間。エラーヘフの自分への恋心を利用して強盗事件を起こさせ、自分が彼女を捕まえるという形で国民の支持を得て王位を手に入れる。そして逃がしてやるという約束を破りエラーヘフを見せしめに処刑した。しかし、エラーヘフの死を受け入れられずにいる所から、一定の情はあったと思われる。
アズハル曰くアーキルの博識さを煙たがっていた。
エラーヘフ
幼い頃からバタルに仕えていた蛇の亜人の少女。バタルにエラーヘフ（女神という意味）と名づけられ、彼の指示で暗躍していた。一人称は僕。
いつしかバタルに恋心を抱くようになり、彼に暗殺を指示された彼のハレムの女性を余計に傷つけて殺したというエピソードがある。バタルに処刑される瞬間も彼のために死ぬ、という思いを持ったまま笑顔で逝った。

### 亜人
リト
亜人の子供。羊の角を持つ。ナカバの従者としてセナンからやってきた。ナカバがセナンにいたころは、母親のリーナと共によく接してくれた。
ガディ
亜人の村に住む。直立二足歩行であること以外、ほぼ獣の姿を留めている色濃い亜人。
レオ
亜人の村に住む。ライオンの亜人。「炎のアルカナ」を持つ。
ナカバ一行が村を救いに来た事から、その後一緒に旅に同行している。

## 用語
ベルクート（Belquat）
島の南に位置する国。恵まれた気候と肥沃な大地により繁栄し、軍事力にも富む。
セナン（Senan）
島の北に位置する国。凍てつく冬のせいで貧しく、軍事力もベルクートには劣ったが、島を南北に流れるティラウス川をせき止めたり、時には毒を流してベルクートの生活を脅かした。
リトアネル（Lithvanel）
ベルクートの南方の大陸にある同盟国。国土のほとんどが砂漠だが、レチナという稀少な鉱石が採れ、経済的には豊か。四方を他の国々に囲まれている。
アルカナ
人知を超えた力の総称。
民の分類
黒髪を誇る僅かな者が王侯貴族として君臨し、赤、金、茶の髪の者は平民として、獣の耳や尾を持つ者は亜人（あじん）と呼ばれ蔑まれ、奴隷として働かされる。
亜人
半獣半人。人類より五感に優れており、戦の前線に兵として送られる。
レチナ
リトアネルで採掘される、溶かす術がないといわれてきた鉱石。ベルクートはすでにその冶金技術を確立しており、通常の剣をも砕く強度とレチナ特有の軽さを併せ持つ剣を製造している。

## 黎明学院アルカナ組
『Cheese! 増刊号』で連載されている（第1話のみ『Cheese!』本誌2010年2月号掲載）作品。
舞台を現代に設定し、シーザが生徒会長を、ロキが数学教師を務める黎明高等学院へナカバが転入してくる、というストーリー。

## 書誌情報

### 単行本
- 藤間麗 『黎明のアルカナ』 小学館〈Cheese! フラワーコミックス〉 全13巻
  1. 2009年5月26日発売[小 1]、ISBN 978-4-09-132364-4
  2. 2009年9月25日発売[小 2]、ISBN 978-4-09-132666-9
  3. 2010年2月26日発売[小 3]、ISBN 978-4-09-133050-5
  4. 2010年6月25日発売[小 4]、ISBN 978-4-09-133217-2
  5. 2010年10月26日発売[小 5]、ISBN 978-4-09-133544-9
  6. 2011年2月25日発売[小 6]、ISBN 978-4-09-133718-4
  7. 2011年6月25日発売[小 7]、ISBN 978-4-09-133866-2
  8. 2011年10月26日発売[小 8]、ISBN 978-4-09-134200-3
  9. 2012年1月26日発売[小 9]、ISBN 978-4-09-134339-0
  10. 2012年6月26日発売[小 10]、ISBN 978-4-09-134446-5
  11. 2012年11月26日発売[小 11]、ISBN 978-4-09-134817-3
  12. 2013年4月26日発売[小 12]、ISBN 978-4-09-135280-4
  13. 2013年8月26日発売[小 13]、ISBN 978-4-09-135525-6

### 小説
- 文：鮎川はぎの / 作画：藤間麗『黎明のアルカナ -始まりの刻-』小学館〈フラワーコミックスルルルnovels〉
  - 2011年2月25日発売[小 14]、ISBN 978-4-09-133779-5

### 小学館コミック
以下の出典は『小学館：コミック』（小学館）内のページ。単行本の発売日の出典としている。
1. ↑  “『黎明のアルカナ 1』”. 2013年4月27日閲覧。
2. ↑  “『黎明のアルカナ 2』”. 2013年4月27日閲覧。
3. ↑  “『黎明のアルカナ 3』”. 2013年4月27日閲覧。
4. ↑  “『黎明のアルカナ 4』”. 2013年4月27日閲覧。
5. ↑  “『黎明のアルカナ 5』”. 2013年4月27日閲覧。
6. ↑  “『黎明のアルカナ 6』”. 2013年4月27日閲覧。
7. ↑  “『黎明のアルカナ 7』”. 2013年4月27日閲覧。
8. ↑  “『黎明のアルカナ 8』”. 2013年4月27日閲覧。
9. ↑  “『黎明のアルカナ 9』”. 2013年4月27日閲覧。
10. ↑  “『黎明のアルカナ 10』”. 2013年4月27日閲覧。
11. ↑  “『黎明のアルカナ 11』”. 2013年4月27日閲覧。
12. ↑  “『黎明のアルカナ 12』”. 2013年4月27日閲覧。
13. ↑  “『黎明のアルカナ 13』”. 2013年11月10日閲覧。
14. ↑  “『黎明のアルカナ –始まりの刻–』”. 2013年4月27日閲覧。